# ペネロッピー絶体絶命
『ペネロッピー絶体絶命』（ペネロッピーぜったいぜつめい、The Perils of Penelope Pitstop）は、1969年にアメリカで放映された21分のアニメ番組。2000年代に入ってからはカートゥーン ネットワークで再放送されることがある。チキチキマシン猛レースのスピンオフ作品。

## 概要
『チキチキマシン猛レース』に登場していた「ミルクちゃん」（5番「プシーキャット」のドライバー）と、「トラヒゲ一家」（7番「ギャングセブン」のドライバー）をスピンオフさせて製作された作品。ただし、日本語版の初放送局の違いから、『チキチキマシン猛レース』とキャラクター名が異なっている。オリジナル版のキャラクター名は両作品共通で、当作品のキャラクター名はよりオリジナル版に近いものが多い。日本語版演出は、高桑慎一郎ではなく、好川阿津志が担当しているが、日本語版制作は、『チキチキマシン猛レース』と同様、千代田プロダクションが務めている。
ペネロッピーの家の財産を奪おうと、悪人「怪人マントメガネ」が毎回あの手この手で彼女を殺そうとするのだが、寸前の所で「リトルギャング」に助けられるというのが、毎回のパターン。
日本では1970年6月14日から1971年10月11日まで、NHK総合の日曜18:05 - 18:49に放送されている『少年映画劇場』の第2部（第1部は『動物王国』）で放送。その後は主に東京12チャンネル（現：テレビ東京）の『マンガのくに』で再放送された。

## 登場人物
ペネロッピー･ピットストップ [Penelope Pitstop]
声 - ジャネット・ワルドー/吹替 - 宮地晴子
この作品の主人公。父親が亡くなり、財産が自分のものになったのがきっかけで、毎回怪人マントメガネに狙われている。金髪でピンクの服に、白い手袋と白いロングブーツが特徴。
怪人マントメガネ [Hooded Claw]/シルベスター・スニーキリー [Sylvester Sneekly]
声 - ポール・リンド/吹替 - 川久保潔
ペネロッピーを狙う敵。正体はペネロッピーの父の執事シルベスターであるが、ペネロッピーや、リトルギャング達は正体を知らず、訴えられていない。常に、子分2人を従えている。回を増すごとに、殺し方が回りくどくなる。マントを翻すと誰にでも変装出来、第15話でペネロッピーに変装した時は、リトルギャングも騙されたほど。
ワルコンビ [Bully Brothers]
声 - メル・ブランク/吹替 - 木原規之
怪人マントメガネの忠実な子分である、双子の兄弟。口数が少ない。
リトルギャング [Ant Hill Mob]
ペネロッピーがピンチのときに駆けつける7人の小人の集団。意志を持ち、自分で動ける自動車「ガチャブン」（声 - メル・ブランク）が愛車。メンバーは次の通り。
オヤブン [Clyde]（声 - ポール・ウィンチェル） - リトルギャングのボス。
ダムダム [Dum Dum]（声 - ドン・メシック） - 陽気だがどじな性格。オヤブンの次に活躍が多い。
ポケット [Pockets]（声 - ドン・メシック） - スーツのポケットに沢山の武器が入っている。
グースカ [Snoozy]（声 - ドン・メシック） - ガチャブンの運転手だが、いつも寝ている。
メソキー [Softly]（声 - ポール・ウィンチェル） - 泣き虫でいつも泣いている。ペネロッピーを「ペネ姉ちゃん」と言う。
ケラリコン [Yak Yak]（声 - メル・ブランク） - 笑い上戸で、いつも笑い飛ばしている。
バリキー [Zippy]（声 - ドン・メシック） - ギャング一の体力自慢で、俊足で怪力。
ナレーター
声 - ゲイリー・オーウェンス/吹替 - 石川進

## 日本語版放映リスト
| 話数 | サブタイトル（日本語） | サブタイトル（言語）                     |
| ---- | ---------------------- | ---------------------------------------- |
| 1    | ジャングルの冒険       | Jungle Jeopardy                          |
| 2    | 電車の冒険             | The Terrible Trolley Trap                |
| 3    | 海岸の冒険             | The Boardwalk Booby-Trap                 |
| 4    | 西部の冒険             | Wild West Peril                          |
| 5    | 遊園地の冒険           | Carnival Calamity                        |
| 6    | ハリウッドの冒険       | The Treacherous Movie Lot Plot           |
| 7    | エジプトの冒険         | Arabian Desert Danger                    |
| 8    | デパートの冒険         | The Diabolical Department Store Danger   |
| 9    | 馬車レースの冒険       | Hair-Raisisng Harness Race               |
| 10   | 北極の冒険             | North Pole Peril                         |
| 11   | 森の冒険               | Tall Timber Treachery                    |
| 12   | 除幕式の冒険           | Cross Country Double Cross               |
| 13   | アラビアの冒険         | Big Bagdad Danger                        |
| 14   | チャイナタウンの冒険   | Bad Fortune in a Chinese Forturne Cookie |
| 15   | サーカスの冒険         | Big Top Trap                             |
| 16   | 度胸だめしの冒険       | Game of Peril                            |
| 17   | ロンドンの冒険         | London Town Treachery                    |

## 再放送用主題歌
「ペネロッピー絶体絶命」
- 作詞：島村葉二／作曲：橋場清／歌：ケーシー浅沼、コール・アモーレ

カートゥーン ネットワークで再放送される際は使用されず、オリジナル版と日本語版を合わせたプロローグから開始する。

## その他
- 初期脚本ではブラック魔王やケンケン、ペネロッピーにそっくりの双子の兄も登場予定だった。彼らはのちに「スカイキッドブラック魔王」や「wacky raceland」に登場する[3]。また、「チキチキマシン猛レース！」には髪と服の色が違う双子の妹ココアちゃんを登場させた。
- 洗脳されたリトルギャングがぺネロッピーを捕縛し、失職を恐れたワルコンビが彼女を助けようとする回がある。